# SN 2007bi
SN 2007bi è stata una supernova di tipo Ic estremamente energetica osservata nel 2007 nell'ambito del progetto Nearby Supernova Factory presso il Lawrence Berkeley National Laboratory. La stella progenitrice doveva avere una massa di 200 M☉ al momento della sua formazione e al momento dell'esplosione doveva avere sviluppato un nucleo di circa 100 M☉. L'esplosione ha eiettato più di 22 M☉ di silicio e di altri elementi pesanti, fra cui circa 7 M☉ di nichel radioattivo, il cui decadimento ha illuminato i gas in espansione per mesi dopo l'esplosione. Il picco di luminosità è stato raggiunto dopo 70 giorni quando la supernova aveva magnitudine −21,3. L'energia cinetica liberata è stata circa 1053erg, comparabile a quella che viene liberata dai lampi gamma, il che pone SN 2007bi fra le supernovae più energetiche conosciute. Queste caratteristiche hanno portato a pensare che si sia trattato del primo esempio osservato di una supernova a instabilità di coppia.
Tuttavia è stato proposto un modello alternativo che spiegherebbe le caratteristiche osservate mediante il classico modello delle supernovae a collasso del nucleo. In questo modello alternativo la stella progenitrice ha una massa iniziale di circa 100 M☉. Mediante un intenso vento stellare avrebbe perso molta massa e avrebbe espulso nella fase finale della sua esistenza i gusci esterni di idrogeno ed elio, diventando una Stella di Wolf-Rayet di classe WO, avente una massa di 43 M☉, costituite soprattutto da carbonio e ossigeno. Il collasso di questa stella, secondo alcuni modelli, porterebbe alla produzione di 6 M☉ di nickel e quindi alla luminosità osservata.